# Fjällnäs, Gällivare
Fjällnäs är en by i Gällivare kommun, men som endast är tillgänglig med väg via Kiruna kommun. Enligt Ratsit hade byn 35 invånare i Juni 2024.

## Historia
Den första att bosätta sig på platsen var slaktaren Gustaf Adolf Hallberg från Malmberget som hade gått i konkurs och därmed flytt till fjällvärlden, han flyttade däremot bort från platsen inte långt efter. Hans svåger Johan Henrik Olofsson Stålnacke från Kaalasjärvi (f. 1871) flyttade eventuellt dit och blev därmed Fjällnäs verkliga grundare. Byn hette ursprungligen Paksuniemi men började kallas för Fjällnäs efter en kronojägare med namnet som varit på uppdrag i trakten.